# 名古屋市電熱田線
熱田線（あつたせん）は、かつて愛知県名古屋市に存在した、名古屋市電の路線（路面電車）の一つである。同市中区の栄停留場から南区の内田橋停留場までを結んでいた。

## 歴史
栄町線（広小路線）の開業により経営が軌道に乗った名古屋電気鉄道は、次なる路線として本町から熱田に至る南北線の建設に取り掛かろうとしていた。しかし、特許を受けた本町通は幅員狭小であり、沿線の末広町、門前町、橘町らの住民が建設反対運動を展開した。富裕商家である沿線住民の政治的発言力は強く、1899年（明治32年）9月13日の名古屋市会決議により、道路が拡幅されるまで敷設の延期が指示されてしまった。会社はやむなく熱田線の計画を中断し、押切線を先に建設する方針に変更した。押切線建設の間も会社は沿線民との交渉を継続し、本町通の有力者である富田重助を役員に加えるなど策を講じていた。熱田線計画と競合するような乗合バスの申請の動きもあり、会社は早期建設を目指して地元との折衝を急いでいたが、日露戦争の勃発によりこれも中断されてしまう。
日露戦争後、愛知県および名古屋市は熱田町（名古屋市編入予定）にある熱田港（現・名古屋港）の改修と大津町通の拡幅を計画した。名古屋市中心部と港とを結ぶ交通機関が求められていた事もあり、会社は従来の本町通案を撤回し、大津町通を自治体と共同で拡幅して軌道を敷設する計画に切り替えた（道路拡幅負担額は名古屋電鉄が20万円、名古屋市が20万円、熱田町が3万円を負担）。大津通拡幅の協議自体は1905年（明治38年）11月に合意したものの、熱田港改修の負担額を巡って愛知県議会三部会内の紛糾（郡部会・市部会・連帯会のうち前2者間の対立）があり、大津町通拡幅の遅延の影響で熱田線栄町 - 熱田駅前間の開通は1908年（明治41年）5月3日までずれ込んだ。
会社の負担は20万円に加えて敷設費40万円を要したため、1906年（明治39年）9月12日に資本金を50万円増資し100万円とした。また、建設に使用されたレールは横浜市電から購入した溝付45kg軌条であった。
熱田線の営業成績は好調で会社収入も増加し、株価も高騰した。熱田線の成功は名古屋電鉄に郊外路線建設に対する自信をもたらし、後年の郡部線建設へとつながってゆく。
熱田線は地下鉄2号線・4号線（現・名城線）と並走していたため、路線廃止も地下鉄の開業に呼応するものだった。栄 - 金山橋間は2号線栄 - 金山間が開業してしばらくの間は営業を続けていたが、地下鉄開業約1年後の1968年（昭和43年）2月1日に廃止された。沢上町 - 内田橋間は地下鉄4号線開業に伴う人員配置転換のため全廃一歩手前の1974年（昭和49年）2月16日に廃止され、残された金山橋 - 沢上町間は市東部の残存路線と金山とを結ぶ目的で最後まで残った。

### 年表
特記なき項は『日本鉄道旅行地図帳』7号を典拠とする。
- 1908年（明治41年）
  - 5月3日 - 栄町・熱田停車場前間開通。
  - 9月17日 - 熱田停車場前・熱田伝馬町間開通。
- 1940年（昭和15年）5月28日 - 大江線開通・東築地線廃止に伴い東築地線熱田伝馬町・内田橋間を編入。
- 1968年（昭和43年）2月1日 - 栄・金山橋間廃止[11]。
- 1974年（昭和49年）
  - 2月16日 - 沢上町・内田橋間廃止。
  - 3月31日 - 金山橋・沢上町間廃止。

## 停留場
| 停留場名   | 読み                 | キロ程 | 接続路線 |
| ---------- | -------------------- | ------ | --- |
| 栄         | さかえ               | 0.0    | 名古屋市電：栄町線・大津町線 名古屋市営地下鉄：1号線・2号線（栄駅）                                                                  |
| 白川通大津 | しらかわどおりおおつ | 0.4    | |
| 矢場町     | やばちょう           | 0.7    | 名古屋市電：千早線（1944年休止） 名古屋市営地下鉄：2号線（矢場町駅）                                                                 |
| 赤門通     | あかもんどおり       | 0.9    | |
| 上前津     | かみまえづ           | 1.3    | 名古屋市電：御黒門線・公園線 名古屋市営地下鉄：2号線（上前津駅）                                                                     |
| 下前津     | しもまえづ           | 1.7    | |
| 東別院     | ひがしべついん       | 2.0    | 名古屋市営地下鉄：2号線（東別院駅）                                                                                                  |
| 古沢町     | ふるさわちょう       | 2.5    | |
| 金山橋     | かなやまばし         | N/A    | 名古屋市電：八熊東線東西連絡線（1954年廃止） 名古屋市営地下鉄：2号線（金山駅） 国鉄：中央本線（金山駅） 名鉄：名古屋本線（金山橋駅） |
| 沢上町     | さわかみちょう       | 3.1    | 名古屋市電：八熊東線 |
| 高蔵       | たかくら             | 3.8    | |
| 熱田駅前   | あつたえきまえ       | 4.6    | 名古屋市電：築港線（1971年廃止） 国鉄：東海道本線（熱田駅）                                                                          |
| 熱田神宮前 | あつたじんぐうまえ   | 5.1    | 名鉄：名古屋本線・常滑線（神宮前駅）                                                                                                 |
| 熱田伝馬町 | あつたてんまちょう   | 5.7    | 名古屋市電：東築地線（1940年廃止）                                                                                                   |
| 内田橋     | うちだばし           | 6.2    | 名古屋市電：大江線 |